# تریاک (خودرو)
تریاک (به انگلیسی: Triac) خودرویی است که از سال ۲۰۰۹ تا ۲۰۱۱ تولید شده‌است. طراحی آن خودروهای موتور وسط عقب-محور عقب بوده ‌است. سیستم جعبه‌دندهٔ تریاک ۵ دنده به صورت دستی است.